# Хронологія білих карликів, нейтронних зір та наднових
Хронологія нейтронних зір, пульсарів, наднових та білих карликів
Зверніть увагу, що цей список стосується переважно розвитку знань, а також включає деякі історичні наднові. Окремий список останніх наведений у статті Список наднових. Усі дати стосуються того, коли наднову дійсно спостерігали на Землі або могли б спостерігати на Землі, якби в той час існували досить потужні телескопи.

## Часова шкала
- 185 — китайські астрономи стали першими, хто записав спостереження наднової SN 185.
- 1006 — Алі ібн Рідван та китайські астрономи спостерігають найяскравішу (видима зоряна величина −7,5) відому наднову SN 1006, яка спалахнула у сузір'ї Вовка.
- 1054 — китайські, арабські астрономи та астрономи індіанців Америки спостерігають SN 1054, вибух наднової, яка утворила Крабоподібну туманність.
- 1181 — китайські астрономи спостерігають наднову SN 1181.
- 1572 — Тихо Браге виявляє наднову SN 1572 у сузір'ї Кассіопея.
- 1604 — наднова Йоганна Кеплера SN 1604 спостерігається у сузір'ї Змії.
- 1862 — Елван Грем Кларк[en] спостерігає Сіріус B.
- 1866 — Вільям Гаґґінс вивчає електромагнітний спектр нової і виявляє, що вона оточена хмарою водню.
- 1885 — наднова S Андромеди, яка спостерігається у сузір'ї Андромеди, веде до визнання наднових як окремого класу нових зір.
- 1910 — спостерігається спектр зорі 40 Ерідана В, що робить її першим підтвердженим білим карликом.
- 1914 — Волтер Сідні Адамс визначає неймовірно високу щільність Сіріуса В.
- 1926 — Ральф Фаулер використовує статистику Фермі — Дірака для пояснення білих карликів.
- 1930 — Субрахманьян Чандрасекар відкриває межу максимальної маси білого карлика.
- 1933 — Фріц Цвіккі і Вальтер Бааде пропонують ідею нейтронної зорі і припускають, що наднові можуть бути створені в результаті колапсу нормальних зір у нейтронні зорі — вони також вказують, що такі події можуть пояснити реліктове випромінювання.
- 1939 — Роберт Оппенгеймер і Джордж Волков обчислюють перші моделі нейтронних зір.
- 1942 — Дж. Дж. Л. Дуйвендак, Ніколас Мейолл та Ян Оорт дійшли висновку, що Крабоподібна туманність є залишком наднової SN 1054, яку спостерігали китайські астрономи.
- 1958 — Еврі Шацман[en], Кент Гаррісон, Масамі Вакано і Джон Вілер показують, що білі карлики нестійкі до зворотного бета-розпаду.
- 1962 — Ріккардо Джакконі, Герберт Гурскі[en], Френк Паоліні та Бруно Россі відкривають джерело Скорпіон X-1.
- 1967 — Джоселін Белл та Ентоні Г'юїш виявляють радіоімпульси від пульсара PSR B1919 + 21.
- 1967 — Дж. Р. Гарріс, Кеннет Г. МакКракен[en], Р. Дж. Френсі та А. Г. Фентон відкривають перший рентгенівський транзієнт (Центавр X-2).
- 1968 — Томас Ґолд висуває гіпотезу, що пульсари є нейтронними зорями, які обертаються.
- 1969 — Девід Х. Сталін[en], Едвард К. Рейфенштейн, Вільям Кокк, Майк Дізні[en] і Дональд Тейлор відкривають пульсар у Крабоподібній туманності, поєднуючи таким чином наднові, нейтронні зорі та пульсари.
- 1971 — Ріккардо Джакконі, Герберт Гурскі, Ед Келлогг, Р. Левінсон, Е. Шрайер і Х. Тананбаум виявляють 4,8-секундні рентгенівські пульсації від джерела Центавр X-3
- 1972 — Чарлз Ковал[en] виявляє наднову типу Ia SN 1972e у NGC 5253, яка спостерігатиметься понад рік і стане основою для цього типу.
- 1974 — Рассел Галс і Джозеф Тейлор відкривають подвійну систему пульсарів PSR B1913+16.
- 1977 — Кіп Торн та Анна Житков представляють детальний аналіз об'єктів Торна — Житков.
- 1982 — Дональд Бекер[en], Шрінівас Кулкарні[en], Карл Хейлес[en], Майкл Девіс і Міллер Госс відкривають мілісекундний пульсар PSR B1937 + 214.
- 1985 — Міхель ван дер Кліс[en] відкриває квазіперіодичні коливання на частоті 30 Гц у GX 5-1.
- 1987 — Ян Шелтон[en] відкриває SN 1987A у Великій Магеллановій Хмарі.
- 2003 — перша подвійна система пульсарів, PSR J0737−3039, виявлена обсерваторією Паркса.
- 2006 — Роберт Куїмбі[en] та П. Мондол відкривають SN 2006gy (можлива гіпернова) у NGC 1260.
- 2017 — перше спостереження за злиттям нейтронних зір, що супроводжувалося сигналом гравітаційної хвилі GW170817, короткими гамма-спалахами GRB 170817A, оптичним перехідним процесом AT 2017gfo та іншими електромагнітними сигналами[1][2].